# Stazione di Borgonato
La stazione di Borgonato fu una fermata ferroviaria della linea Brescia-Iseo a servizio della frazione di Borgonato di Corte Franca, ai tempi comune autonomo. Fu in funzione dal 1901 al 1932.

## Storia
Al momento dell'apertura al servizio della ferrovia Brescia-Monterotondo-Iseo, il comune di Borgonato era privo di scalo ferroviario in quanto si pensava che la stazione di Provaglio d'Iseo fosse sufficiente alla necessità della popolazione.
Ai confini del territorio comunale, nei pressi del passaggio a livello sulla strada che collegava Bettolino di Monterotondo a Provaglio d'Iseo fu eretta una casa cantoniera ferroviaria. Con l'introduzione del servizio economico sulla Brescia-Iseo, l'amministrazione della Rete Adriatica, che ai tempi eserciva la linea, convenne con l'attivazione di una fermata a servizio di Borgonato e scelse la casa cantoniera come punto di fermata dei convogli. L'apertura al servizio pubblico della nuova località ferroviaria avvenne il 1º settembre 1901.
Con l'apertura della Iseo-Rovato il 4 settembre 1911, il paese di Borgonato fu dotato di una nuova fermata, denominata Borgonato-Adro, più vicina al centro abitato.
A partire dal 1º febbraio 1919, la relazione principale della Brescia-Iseo fu trasferita sul raccordo Bornato-Paderno Franciacorta, che collegava la Brescia-Monterotondo-Iseo alla Iseo-Rovato, pertanto la fermata di Borgonato fu servita soltanto dalle due coppie di corse Brescia-Iseo che mantennero le tariffe del servizio economico.
La relazione fu mantenuta fino a maggio 1932, quando risulta soppressa.
Nel secondo dopoguerra, il binario della ferrovia per Monterotondo fu definitivamente disarmato. Il casello ferroviario è stato convertito ad abitazione privata.

## Strutture ed impianti
La fermata era situata nei pressi del casello ferroviario del vicino passaggio a livello, usato come riferimento per la fermata dei convogli.
Il piazzale binari era composto da quello di corsa della linea ferroviaria.